# Río Pesquera
El río Pesquera, también llamado río Turca en su parte alta, es un río del sur de España perteneciente a la cuenca hidrográfica del Guadalquivir, que discurre en su totalidad por el territorio del oeste de la provincia de Granada. 

## Curso
El río Pesquera es el curso fluvial más caudaloso de la zona de los Montes Occidentales de Granada. Es afluente del río Genil por su margen derecha y atraviesa el municipio de Algarinejo de norte a sur. Su geomorfología es la de un río ubicado entre montes y cerros de acusadas pendientes, con un modelado kárstico moderado, pero de interés por lo abrupto del encajonamiento que sufre en algunos de sus tramos. El río Pesquera presenta, además, un caudal continuo, medio-alto, de naturaleza pluvial, y un estiaje no muy acusado, con numerosas pozas en el lecho y surgencias o pequeños arroyos que lo alimentan, sobre todo en la orilla derecha. 
Según afirma Pascual Madoz en su Diccionario geográfico-estadístico-histórico de España y sus posesiones de Ultramar (1845), debe su nombre a "las grandes pesquerías de bogas que desde este sitio se hacen".